# 농업인의 날
농업인의 날은 대한민국의 법적 기념일이다. 기념일은 11월 11일이다.

## 유래
농업인의 날이 11월 11일인 이유는 한자 11(十一)을 합치면 흙 토(土)가 되기 때문이다.
농민이 흙에서 나고, 흙을 벗 삼아 살다 흙으로 돌아간다는 의미를 담아 한자 '土月土日'을 아라비아 숫자로 풀어쓴 것이다.

## 역사
유래로 일제강점기에는 6월 14일이 '권농일'로 제정되었었다. 해방 이후에 일제 잔재 청산을 위해 6월 15일로 날짜를 바꾸고 '농민의 날'로 부르게 되었다. 이후에도 명칭과 날짜가 바뀌다 1996년에 '권농의 날'을 폐지하고 11월 11일이 '농어업인의 날'로 지정되었으며 1997년에 '농업인의 날'로 변경되었다.

## 소개
'농업인의 날'에는 농업인의 긍지와 자부심을 고취시키고 농업의 중요성을 되새기는 날이다. 

## 일들
2006년부터 농림축산식품부는 11월 11일을 '가래떡 데이'로도 정해 매년 홍보, 기념 행사를 진행하고 있다. 예를 들어 우리 쌀로 만든 가래떡 나눔 행사, 카카오톡 가래떡 이모티콘(90일 사용) 선착순 무료 배포 등이 있었다. 그러나 아직 11월 11일을 빼빼로 데이로만 인식하는 사람들이 많다.